# Hypseloderus denticollis
Hypseloderus denticollis là một loài bọ cánh cứng trong họ Hybosoridae. Loài này được Fairmaire miêu tả khoa học năm 1893.